# Дідушок Петро Федорович
Петро́ Фе́дорович Дідушо́к (27 серпня 1889, с. Княже, Королівство Галичини та Володимирії — 3 листопада 1937, урочище Сандармох, поблизу Медвеж'єгорська, Карелія, Російська Федерація) ) — громадський та політичний діяч, дипломат Української Народної Республіки.
Брат-близнюк Василя Дідушка.

## Життєпис
Петро Дідушок закінчив у 1914 р. Львівський університет (право), а в 1921 р. — Берлінський університет.

### Перша світова війна

Старшини УСС, зліва направо: Петро Дідушок, Осип Навроцький, Дмитро Вітовський, Іван Роґульський, Михайло Матчак

У Першу світову війну воював у Легіоні Українських січових стрільців четарем, разом з братом Василем — командантом сотні, пізніше 1-го куреня 1-го полку УСС в ранзі сотника.
Петро був учасником боїв за Карпати в 1915 році.
У серпні 1916 легіон УСС було переведено під Бережани, де він окопався на пагорбі Лисоня. У серпневих і вересневих боях за Лисоню полк УСС втратив з 44 старшин 28 і близько 1000 рядових убитими, пораненими і полоненими і на 30 вересня 1916 налічував 9 старшин і 444 стрільці, однак зупинив московський наступ, завдавши російським військам важких втрат. Саме 30 вересня 1916 у бою під с. Потутори Петро Дідушок потрапив у полон і до середини 1917-го перебував у таборі в Симбірську (нині Ульяновськ, Російської Федерації).

### Визвольні змагання 1917—1920-х років та еміграція
Після зміни влади в Росії наприкінці 1917 р. Петро Дідушок повернувся в Україну і відразу ж почав співпрацювати із Українською Центральною Радою.
У період правління гетьмана Павла Скоропадського Українською Державою, П. Дідушок — секретар Українського національного союзу.
З переходом влади в грудні 1918 р. до Директорії УНР Дідушок стає її секретарем, а з січня по червень 1919 — секретарем української делегації на Паризькій мирній конференції 1919—1920.
Разом із М. Грушевським, Д. Ісаєвичем та Б. Матюшенком брав участь у Міжнародному соціалістичному конгресі в Люцерні, що відбувся 3—10 серпня 1919, на якому УНР була визнана суверенною державою. Від 1920 — секретар закордонного бюро Української соціал-демократичної робітничої партії (УСДРП) у Берліні.
Автор публікацій з політико-правових питань та державного будівництва.

### Радянський період
На початку двадцятих років чимало галичан, передусім військовики УГА і зокрема з Галревкому — Федір Конар (Палащук), Ом. Паліїв, Осип Букшований та ін. — опинились у Москві, імовірно, їх «ГРУ РСЧА готувало для розвідувальної роботи і майбутньої війни з Польщею, що вважалась недалекою»
Петро Дідушок під прізвищем Гельмер також приїхав до Москви і з 1930 р. працював в Аерофлоті.
Був заарештований 4 грудня 1934 р. за звинуваченням у причетності до Організації українських націоналістів (ОУН) і 26 березня 1935 р. засуджений на 5 років таборів і відправлений на Соловки. Але через 2 роки, 9 жовтня 1937 р. особливою трійкою УНКВС ЛО був засуджений до смертної кари і 3 листопада 1937 страчений в урочищі Сандормох поблизу Медвеж'єгорська (нині місто в Республіці Карелія, РФ) разом із братами Василем та Володимиром — четарем Української Галицької армії (УГА).
Реабілітований Військовим трибуналом Київського військового округу (24.04.1956).